# Kathy McCormack
Kathy McCormack, född den 16 februari 1974 i Blackville i Kanada, är en kanadensisk ishockeyspelare.
Hon tog OS-silver i damernas ishockeyturnering i samband med de olympiska ishockeytävlingarna 1998 i Nagano.